# Dave Borrelli
David Aaron Borrelli (Sault Sainte Marie, 4 gennaio 1981) è un ex hockeista su ghiaccio canadese naturalizzato italiano.

## Carriera

### Club
Borrelli iniziò la propria carriera hockeistica nell'ambiente universitario della NCAA, presso la Mercyhurst University di Erie, in Pennsylvania. Dal 2002 al 2006 in 137 partite mise a segno 68 reti e fornì 61 assist.
Al termine della stagione cercò di farsi spazio nel campionato professionistico di medio livello della ECHL (East Coast Hockey League), dapprima con i Reading Royals, successivamente con i Cincinnati Cyclones ed infine con i Fresno Falcons, disputando con questi ultimi 55 incontri con 18 punti totali.
Nella stagione 2007-2008 Borrelli decise di provare l'esperienza oltreoceano approdando in Italia, all'HC Asiago, dove al termine della stagione collezionò 20 punti in 36 partite. Nel 2009-2010 grazie ai 48 punti totalizzati nella stagione regolare ed i 20 ai playoff, guidò la squadra alla conquista dello scudetto. L'anno successivo l'Asiago riuscì a bissare il successo in campionato, portando il numero di titoli della squadra a tre: proprio in questo campionato, dopo il ritiro del compagno di squadra John Parco, Borrelli divenne il capitano della squadra vicentina. Il 13 marzo 2013, il giorno prima che l'Asiago disputasse gara-4 di semifinale playoff, Borrelli ricevette ufficialmente la cittadinanza italiana, non figurando più come giocatore straniero ai fini del roster dell'Asiago.
Il 30 marzo 2013 vinse il suo terzo scudetto con l'Asiago ed alzò al cielo il quarto titolo (terzo da capitano) due anni dopo.
Avrebbe dovuto disputare anche la stagione 2015-2016 con gli asiaghesi, ma problemi burocratici legati al rilascio della Green Card (Borrelli vive negli Stati Uniti d'America con la famiglia), gli impedirono di lasciare il suolo statunitense.

### Nazionale
Dave Borrelli esordì con il Blue Team in occasione dell'Euro Ice Hockey Challenge nel novembre del 2012, nonostante il giocatore fosse ancora sprovvisto del passaporto italiano. Nel 2013 prese parte al mondiale di Prima Divisione disputatosi in Ungheria. L'anno successivo partecipò al campionato mondiale disputatosi in Bielorussia.

## Palmarès

### Club
- Campionato italiano: 4

Asiago: 2009-2010, 2010-2011, 2012-2013, 2014-2015
- Supercoppa italiana: 1

Asiago: 2013